# Hydraecia stramentosa
Hydraecia stramentosa là một loài bướm đêm trong họ Noctuidae.